# Marcos Antônio de Salvo Coimbra
Marcos Antônio de Salvo Coimbra GCC • GOMM • ComIH (Curvelo, 1 de junho de 1927 — Belo Horizonte, 19 de janeiro de 2013) foi um diplomata brasileiro. Foi secretário-geral da Presidência da República durante o governo Collor.
Pai de três filhos, Marcos Antônio Coimbra, Gastão Coimbra e Fernando Coimbra. Após enviuvar muito cedo (de Marta Estellita Lins Coimbra), casou-se com Leda Collor de Mello. Foi diplomata brasileiro, servindo seu país por mais de 20 anos em diversos países americanos, africanos e europeus.  Aceitou o cargo de Secretário-geral da Presidência da República durante o governo Fernando Collor de Mello, de 15 de março de 1990 a 2 de outubro de 1992.
Em 1966, Coimbra foi admitido pelo almirante português Américo Tomás a Ordem do Infante D. Henrique no grau de Comendador. Em agosto de 1990, como ministro, Coimbra foi admitido por seu cunhado à Ordem do Mérito Militar no grau de Grande-Oficial especial. Admitido à Ordem Militar de Cristo em 1955 pelo marechal Francisco Craveiro Lopes no grau de Cavaleiro, foi promovido a Oficial em 1958, a Comendador em 1967 por Américo Tomás e a Grã-Cruz em 1991 pelo presidente Mário Soares.
Sofreu diversas acusações por conta do escândalo do impeachment em 1992, mas foi absolvido de todas as acusações feitas. Nos últimos anos, morou em Belo Horizonte e passou, deixando um legado de respeito e lealdade para as seguintes gerações da família. 